# Автопортрет с чертополохом
«Автопортрет с чертополохом» — картина немецкого художника Альбрехта Дюрера, ставшего первым мастером европейского Севера, писавшим автопортреты. До этого в средневековом сознании личность художника не считалась столь значимой и достойной изображения, хотя и до Дюрера некоторые художники изображали себя скрыто на полотнах, в основном на створках алтарей. Со второй половины XV века происходят перемены в осознании художниками себя не ремесленниками а творцами. Мастера живописи приходят к созданию собственного стиля, появляются подписные работы, так художники страховали себя от появления подделок. Начало этому процессу было положено в Италии. Автопортрет Дюрера из Лувра — одно из самых ранних изображений подобного рода, дошедшее до наших дней. До живописного автопортрета Дюрер уже несколько раз рисовал себя серебряным штифтом и пером.

## Описание
На полотне изображен молодой Альбрехт Дюрер с чертополохом (синеголовиком) в правой руке, воспринимавшимся как символ Страстей Христовых. Надпись в верхней части картины справа от указания года «1493»:

My sach die gat

als es oben schtat
на современном немецком выглядит следующим образом:

Meine Sachen werden von oben bestimmt

и переводится как: мои дела определяются свыше. Этим самым Дюрер выражает свою преданность Богу, которая подчёркивается чертополохом в его руке. Под серой накидкой видны розово-фиолетовые шнуры которые охватывают рубашку на груди художника и придают тем самым полотну дополнительный цветовой оттенок.

## История создания
На момент написания этого автопортрета Дюреру было 22 года. Он создал его в Страсбурге во время поездки, завершающей по традиции обучение ремеслу, до того как он вернулся в Нюрнберг и женился на Агнесе Фрей, дочери очень уважаемого горожанина, которую для него выбрал отец. Возможно, портрет предназначался в подарок невесте.
Предположительно, автопортрет попал в коллекцию купеческой семьи Имгофов в Нюрнберге.
Иоганн Вольфганг фон Гёте, который видел копию картины в 1805 году в Хельмштедте, считал это полотно подарком Агнесе Фрей при сватовстве. В 1840 году картина была переведена с дерева на холст в Вене Эразмом Энгертом. Позднее она была повреждена неумелой реставрацией.

## Комментарий
О значении синеголовика гадали много. Синеголовик также называют в народе в Германии «мужской верностью» (нем. Mannestreu), поэтому высказывалось предположение, что его присутствие на полотне указывает на предстоящее бракосочетание художника с Агнесой Фрей, подготовленное в отсутствие Дюрера. Тем не менее надпись на картине противоречит этому предположению: «My sach die gat / Als es oben schtat». Это выражение доверия к Богу очень трудно связать с подарком к сватовству. Вероятно, Дюрер создал этот автопортрет, как и другие, для себя.
Британский историк искусства Лоуренс Гоуинг называет этот автопортрет «самой французской из всех картин Дюрера». «Автопортрет с чертополохом» особенно выделяется среди работ Дюрера, поскольку «мазок свободнее, цвет более нюансирован, чем в более поздних произведениях. Холодные полутона, столь осязаемо моделирующие форму, словно поддерживают чувственную полноту самосознания автора».

## Автопортреты Дюрера

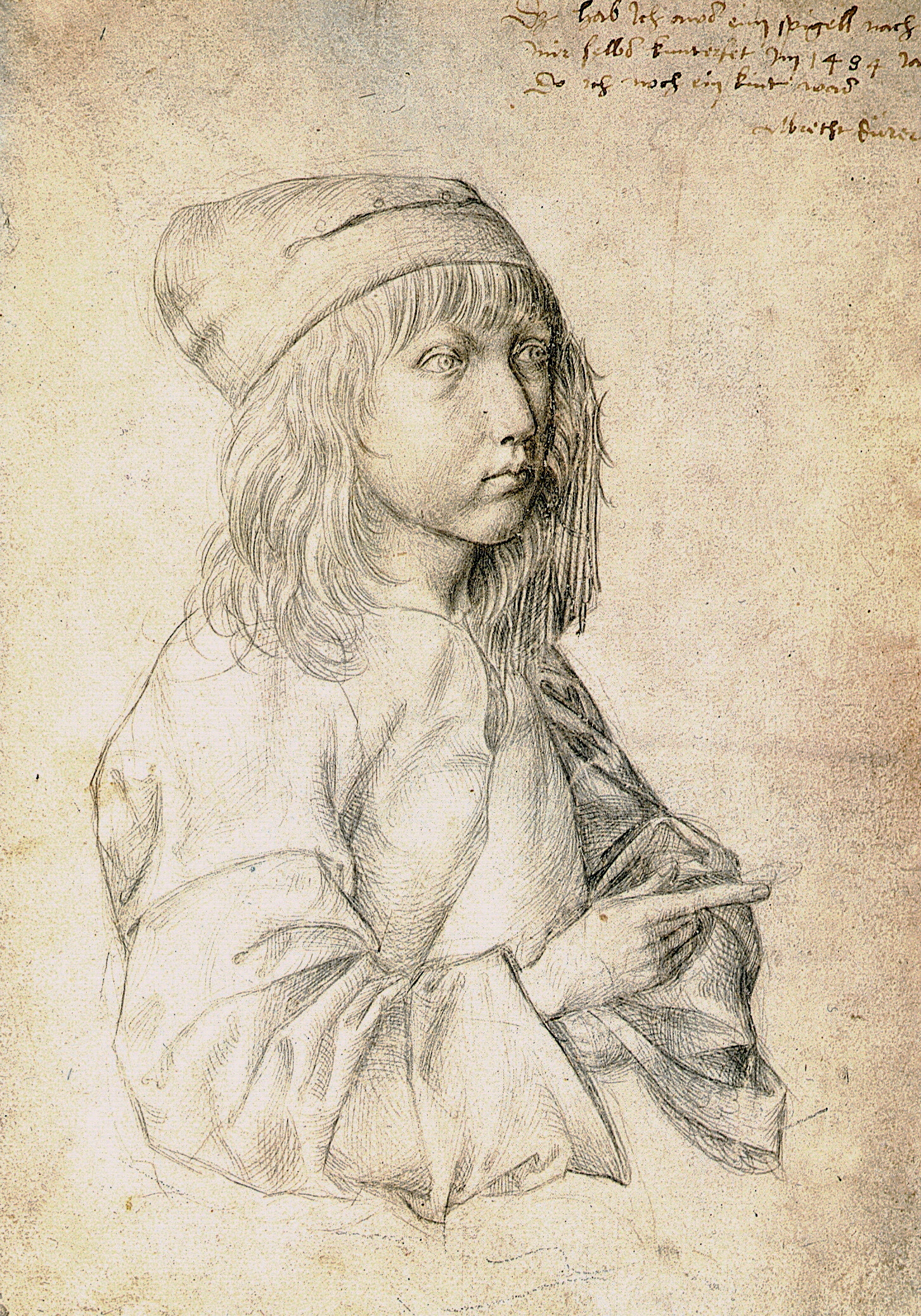
Автопортрет, 1484
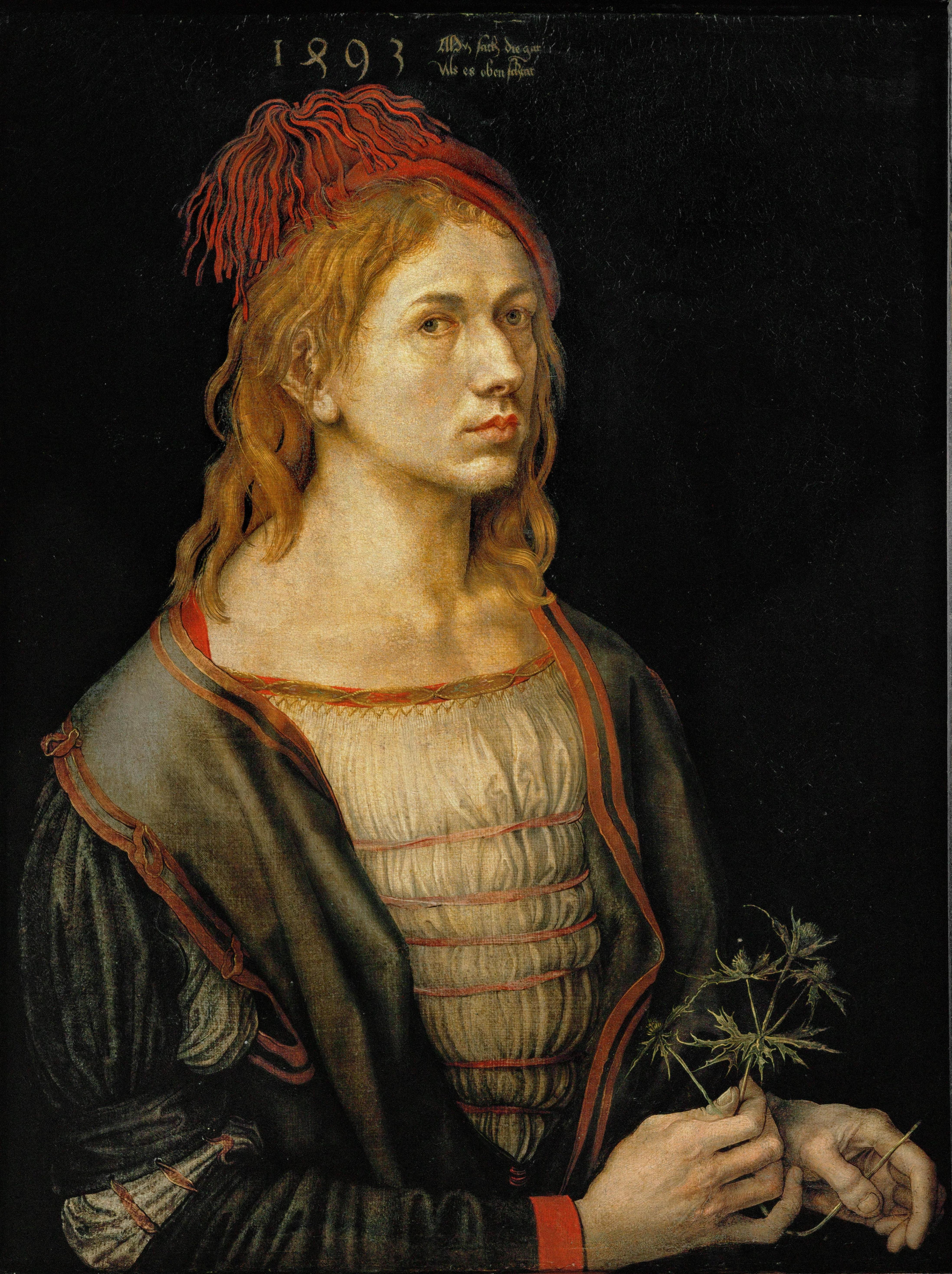
Автопортрет, Лувр, 1493
Автопортрет, Прадо, 1498
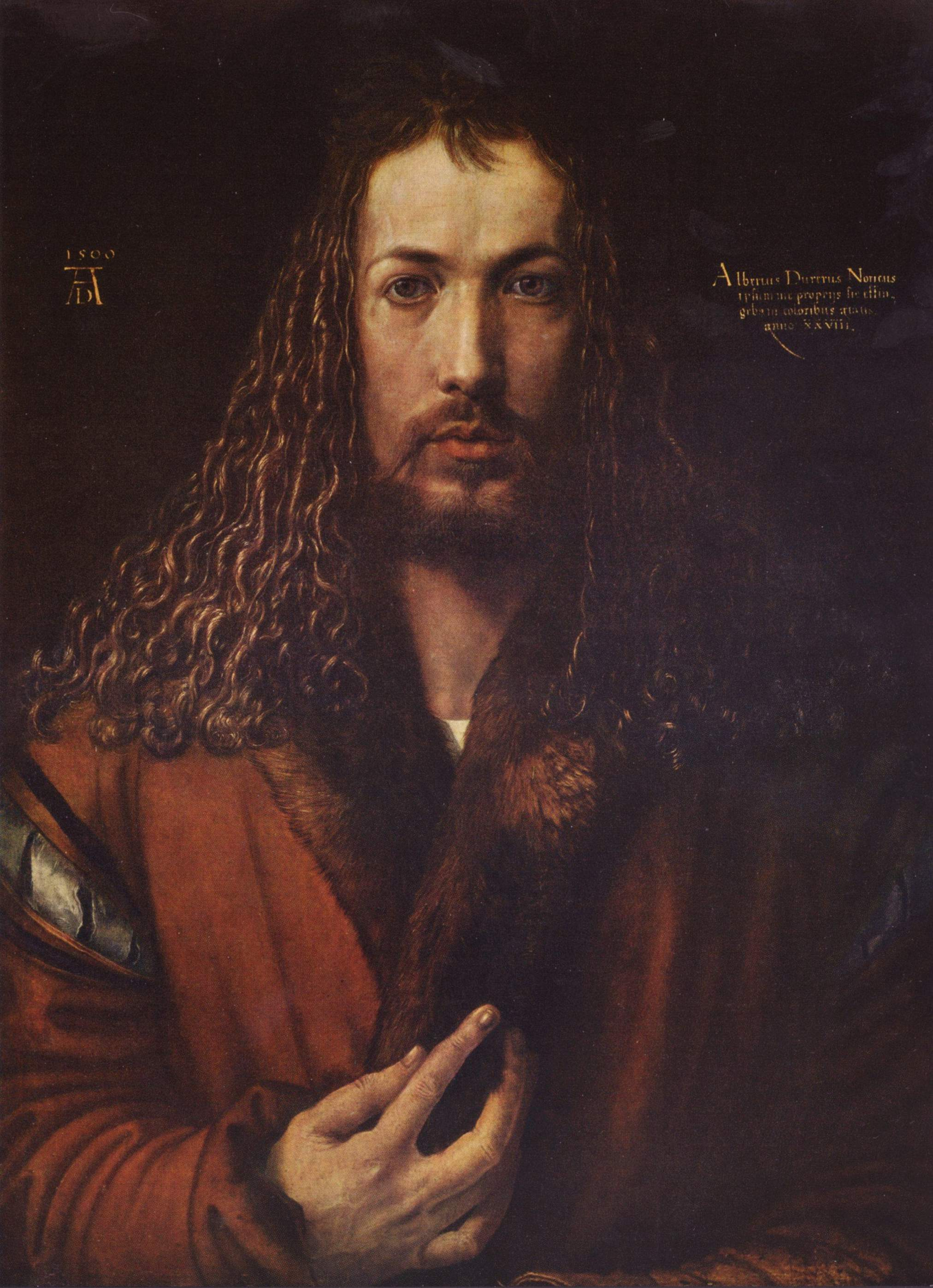
Автопортрет, Старая пинакотека, 1500